# The Critic
A The Critic amerikai animált sitcom, amelyet Al Jean és Mike Reiss készített a Fox számára. Jean és Reiss korábban A Simpson család harmadik és negyedik évadának írói voltak. A sorozat 2 évadot élt meg 23 epizóddal. Eredetileg 1994. január 26.-tól 1995. május 21.-ig vetítették, de 2000. december 12.-től 2001 szeptemberéig újból futott a műsor, tíz új internetes epizód ("webizód") formájában, amelyeket az Atom.com oldal vetített. Eredetileg 22-23 percesek voltak az epizódok, később drasztikusan lerövidültek: mindössze 3-5 percesek lettek. A sorozat mára kultikus státuszt ért el. Különlegesség, hogy a műsorban valódi filmkritikusok is feltűntek, például Gene Shalit, Rex Reed, Roger Ebert vagy Gene Siskel.

## Cselekmény
A sorozat a címadó filmkritikusról, a 37 éves Jay Prescott Sherman-ről szól, aki egy "Coming Attractions" című műsort vezet. Viselkedését a "hideg, rosszindulatú és elitista" jelzőkkel illették. Az összes epizód tele van híres filmekre való utalással, illetve paródiákkal.

## Fogadtatás
A sorozat pozitív kritikákat kapott a kritikusoktól és a nézőktől. Az Animated Views oldalon 10 pontból 10-et kapott, a TV.com oldalon 8.5 pontot ért el a nézők szavazata alapján, az IGN pedig a 26. helyre rangsorolta a "Top 100 legjobb animációs sorozat" listáján.